# Championnat d'Amérique du Nord féminin de volley-ball 2019
Navigation
Édition précédente Édition suivante
Le Championnat d'Amérique du Nord féminin de volley-ball 2019 est la vingt-sixième édition du championnat d'Amérique du Nord féminin de volley-ball. Il se déroule du 8 octobre 2019 au 13 octobre 2019 à San Juan au Porto Rico. Il a mis aux prises les huit meilleures équipes continentales et sacré la République dominicaine pour la deuxième fois.

## Équipes présentes
Les neuf équipes qualifiées sont l'équipe hôte, le Porto Rico, les six équipes les mieux classées au classement continental NORCECA le 1er janvier 2019 (dont le Porto Rico fait partie) et les deux équipes championnes des zones Amérique centrale (AFECAVOL) et Caraïbes (CAZOVA).
| - Porto Rico - États-Unis - République dominicaine - Cuba | - Canada - Mexique - Trinité-et-Tobago - Costa Rica |

## Compétition
La compétition se joue en deux phases. D'abord un tour préliminaire, du 8 au 10 octobre où les équipes sont réparties en deux poules de quatre équipes. Chaque équipe rencontre toutes les équipes de sa poule. 
Vient ensuite la phase de classement, qui se déroule en plusieurs étapes. Alors que les deux équipes qui terminent premières de leur poule sont directement qualifiées pour les demi-finales, les deuxièmes et troisièmes s'affrontent lors de matchs « de barrage » dont les vainqueurs se qualifient pour les demi-finales alors que les deux perdants jouent le tournoi de classement pour les places 5 à 8. Classiquement les vainqueurs des demi-finales s'affrontent en finale pour le titre pendant que les perdants jouent une petite finale pour la troisième places. Les deux demi-finalistes éliminés jouent contre les quatrièmes de poule, puis les vainqueurs s'affrontent pour la cinquième place et les perdants pour la septième,.

### Tour préliminaire
Les critères de classement des poules sont d'abord le nombre de victoires, puis en cas d'égalité le nombre de points, puis le ratio points gagnés sur points perdus, puis le ratio sets gagnés sur sets perdus et enfin le résultat lors de la confrontation entre les deux équipes.
Les points sont attribués comme suit :
Pour un score de 3-0, cinq points pour le vainqueur, et aucun pour le perdant; pour un score de 3-1, quatre points pour le vainqueur et un pour le perdant; pour un score de 3-2, trois points pour le vainqueur et deux pour le perdant.
Les trois premiers jours de compétition sont consacrés aux phases de poule, :

#### Composition des poules
| Poule A                           | Poule B                                                     |
| --------------------------------- | ----------------------------------------------------------- |
| Porto Rico Cuba Canada Costa Rica | États-Unis République dominicaine Mexique Trinité-et-Tobago |

#### Poule A
| # | Équipe     | Pts | J | G | Gt | Pt | P | Sp | Sc | Ratio | Pp  | Pc  | Ratio |
| 1 | Porto Rico | 15  | 3 | 3 | 0  | 0  | 0 | 9  | 0  | MAX   | 225 | 140 | 1.607 |
| 2 | Cuba       | 9   | 3 | 3 | 0  | 0  | 0 | 6  | 4  | 1.5   | 235 | 188 | 1.25  |
| 3 | Canada     | 6   | 3 | 1 | 0  | 0  | 2 | 4  | 6  | 0.667 | 189 | 220 | 0.859 |
| 4 | Costa Rica | 0   | 3 | 0 | 0  | 0  | 3 | 0  | 9  | 0     | 124 | 225 | 0.551 |

#### Poule B
| # | Équipe                 | Pts | J | G | Gt | Pt | P | Sp | Sc | Ratio | Pp  | Pc  | Ratio |
| 1 | États-Unis             | 15  | 3 | 3 | 0  | 0  | 0 | 9  | 0  | MAX   | 227 | 115 | 1.974 |
| 2 | République dominicaine | 10  | 3 | 2 | 0  | 0  | 1 | 6  | 3  | 2     | 207 | 155 | 1.335 |
| 3 | Mexique                | 5   | 3 | 1 | 0  | 0  | 2 | 3  | 6  | 0.5   | 161 | 182 | 0.885 |
| 4 | Trinité-et-Tobago      | 0   | 3 | 0 | 0  | 0  | 3 | 0  | 9  | 0     | 82  | 225 | 0.364 |

### Phase de classement

#### Classement 1-4
|  | Quarts de finale                  | Quarts de finale            |                             |                             | Demi-finales                           | Demi-finales                           |  |  | Finale                                 | Finale                                 |
|  | Quarts de finale                  | Quarts de finale            |                             |                             | Demi-finales                           | Demi-finales                           |  |  | Finale                                 | Finale                                 |
|  |                                   |                             |                             |                             |                                        |                                        |  |  |                                        |                                        |
|  | 11.10.19, 25-18 25-11 25-20       | 11.10.19, 25-18 25-11 25-20 |                             |                             | 12.10.19, 25-19 14-25 24-26 25-21 8-15 | 12.10.19, 25-19 14-25 24-26 25-21 8-15 |  |  | 13.10.19, 25-19 25-23 15-25 20-25 15-9 | 13.10.19, 25-19 25-23 15-25 20-25 15-9 |
|  | 11.10.19, 25-18 25-11 25-20       | 11.10.19, 25-18 25-11 25-20 |                             |                             | 12.10.19, 25-19 14-25 24-26 25-21 8-15 | 12.10.19, 25-19 14-25 24-26 25-21 8-15 |  |  | 13.10.19, 25-19 25-23 15-25 20-25 15-9 | 13.10.19, 25-19 25-23 15-25 20-25 15-9 |
|  | 11.10.19, 25-18 25-11 25-20       | 11.10.19, 25-18 25-11 25-20 | Porto Rico                  | 2                           |                                        |                                        |  |  | 13.10.19, 25-19 25-23 15-25 20-25 15-9 | 13.10.19, 25-19 25-23 15-25 20-25 15-9 |
|  | République dominicaine            | 3                           | Porto Rico                  | 2                           |                                        |                                        |  |  | 13.10.19, 25-19 25-23 15-25 20-25 15-9 | 13.10.19, 25-19 25-23 15-25 20-25 15-9 |
|  | République dominicaine            | 3                           | République dominicaine      | 3                           |                                        |                                        |  |  | 13.10.19, 25-19 25-23 15-25 20-25 15-9 | 13.10.19, 25-19 25-23 15-25 20-25 15-9 |
|  | Cuba                              | 0                           | République dominicaine      | 3                           |                                        |                                        |  |  | 13.10.19, 25-19 25-23 15-25 20-25 15-9 | 13.10.19, 25-19 25-23 15-25 20-25 15-9 |
|  | Cuba                              | 0                           | 12.10.19, 25-17 25-16 25-18 | 12.10.19, 25-17 25-16 25-18 | République dominicaine                 | 3                                      |  |  |                                        |                                        |
|  | 11.10.19, 25-20 29-31 25-17 25-20 |                             | 12.10.19, 25-17 25-16 25-18 | 12.10.19, 25-17 25-16 25-18 | République dominicaine                 | 3                                      |  |  |                                        |                                        |
|  |                                   | États-Unis                  | 12.10.19, 25-17 25-16 25-18 | 12.10.19, 25-17 25-16 25-18 | 2                                      |                                        |  |  |                                        |                                        |
|  | Canada                            | États-Unis                  | 12.10.19, 25-17 25-16 25-18 | 12.10.19, 25-17 25-16 25-18 | 2                                      | 3                                      |  |  |                                        |                                        |
|  | Canada                            | États-Unis                  | 3                           |                             |                                        | 3                                      |  |  |                                        |                                        |
|  | Mexique                           | États-Unis                  | 3                           | 1                           |                                        |                                        |  |  |                                        |                                        |
|  | Mexique                           | Canada                      | 0                           | 1                           |                                        |                                        |  |  |                                        |                                        |
|  |                                   | Canada                      | 0                           | Match pour la 3e place      |                                        |                                        |  |  |                                        |                                        |
|  |                                   |                             |                             |                             |                                        |                                        |  |  |                                        |                                        |
|  | 13.10.19, 24-26 13-25 20-25       |                             |                             |                             |                                        |                                        |  |  |                                        |                                        |
|  |                                   |                             |                             |                             |                                        |                                        |  |  |                                        |                                        |
|  | Porto Rico                        | 1                           |                             |                             |                                        |                                        |  |  |                                        |                                        |
|  | Porto Rico                        | 1                           |                             |                             |                                        |                                        |  |  |                                        |                                        |
|  | Canada                            | 3                           |                             |                             |                                        |                                        |  |  |                                        |                                        |
|  | Canada                            | 3                           |                             |                             |                                        |                                        |  |  |                                        |                                        |

#### Classement 5 à 8
|  | Demi-finales                | Demi-finales                | Demi-finales                | Demi-finales                |                        |         | Match pour la 5e place            | Match pour la 5e place            | Match pour la 5e place            | Match pour la 5e place            |
|  |                             |                             |                             |                             |                        |         |                                   |                                   |                                   |                                   |
|  | 12.10.19, 14-25 11-25 17-25 | 12.10.19, 14-25 11-25 17-25 | 12.10.19, 14-25 11-25 17-25 | 12.10.19, 14-25 11-25 17-25 |                        |         | 13.10.19, 25-20 25-20 17-25 25-22 | 13.10.19, 25-20 25-20 17-25 25-22 | 13.10.19, 25-20 25-20 17-25 25-22 | 13.10.19, 25-20 25-20 17-25 25-22 |
|  | Costa Rica                  | Costa Rica                  | 0                           | 0                           |                        |         | 13.10.19, 25-20 25-20 17-25 25-22 | 13.10.19, 25-20 25-20 17-25 25-22 | 13.10.19, 25-20 25-20 17-25 25-22 | 13.10.19, 25-20 25-20 17-25 25-22 |
|  | Costa Rica                  | Costa Rica                  | 0                           | 0                           |                        |         | 13.10.19, 25-20 25-20 17-25 25-22 | 13.10.19, 25-20 25-20 17-25 25-22 | 13.10.19, 25-20 25-20 17-25 25-22 | 13.10.19, 25-20 25-20 17-25 25-22 |
|  | Mexique                     | Mexique                     | 3                           | 3                           |                        |         | 13.10.19, 25-20 25-20 17-25 25-22 | 13.10.19, 25-20 25-20 17-25 25-22 | 13.10.19, 25-20 25-20 17-25 25-22 | 13.10.19, 25-20 25-20 17-25 25-22 |
|  | Mexique                     | Mexique                     | 3                           | 3                           | Mexique                | Mexique | 3                                 | 3                                 |                                   |                                   |
|  | 12.10.19, 18-25 20-25 9-25  |                             |                             |                             | Mexique                | Mexique | 3                                 | 3                                 |                                   |                                   |
|  |                             |                             | Cuba                        | Cuba                        | 1                      | 1       |                                   |                                   |                                   |                                   |
|  | Trinité-et-Tobago           | Trinité-et-Tobago           | Cuba                        | Cuba                        | 1                      | 1       | 0                                 | 0                                 |                                   |                                   |
|  | Trinité-et-Tobago           | Trinité-et-Tobago           |                             |                             |                        |         |                                   | 0                                 |                                   |                                   |
|  | Cuba                        | Cuba                        | 3                           | 3                           |                        |         |                                   |                                   |                                   |                                   |
|  | Cuba                        | Cuba                        | 3                           | 3                           | Match pour la 7e place |         |                                   |                                   |                                   |                                   |
|  |                             |                             |                             |                             |                        |         |                                   |                                   |                                   |                                   |
|  | 13.10.19, 25-19 25-21 25-19 |                             |                             |                             |                        |         |                                   |                                   |                                   |                                   |
|  | Costa Rica                  | Costa Rica                  | 3                           | 3                           |                        |         |                                   |                                   |                                   |                                   |
|  | Costa Rica                  | Costa Rica                  | 3                           | 3                           |                        |         |                                   |                                   |                                   |                                   |
|  | Trinité-et-Tobago           | Trinité-et-Tobago           | 0                           | 0                           |                        |         |                                   |                                   |                                   |                                   |
|  | Trinité-et-Tobago           | Trinité-et-Tobago           | 0                           | 0                           |                        |         |                                   |                                   |                                   |                                   |

## Classement final
Remake des deux finales précédentes en 2013 et 2015 qui ont sacré les États-Unis, la finale est cette fois remportée par la République dominicaine qui domine les États-Unis et remporte son deuxième titre après celui de 2009. Le Canada complète le podium en s'imposant contre Porto Rico lors de la petite finale. Les États-Unis étant qualifiés pour les Jeux olympiques de Tokyo par le biais du tournoi de qualification olympique intercontinental de vollayball féminin 2019 (en), les quatre équipes qui se qualifient pour le tournoi qualificatif de la NORCECA pour les Jeux olympiques de Tokyo (en) sont la République dominicaine, le Canada, Porto Rico et la Mexique (c'est-à-dire les quatre premiers du tournoi hors États-Unis),.
| Place              | Équipe                 |
| ------------------ | ---------------------- |
| Médaille d'or      | République dominicaine |
| Médaille d'argent  | États-Unis             |
| Médaille de bronze | Canada                 |
| 4                  | Porto Rico             |
| 5                  | Mexique                |
| 6                  | Cuba                   |
| 7                  | Costa Rica             |
| 8                  | Trinité-et-Tobago      |

## Distinctions individuelles
À la fin du tournoi, en plus du classement final, des récompenses individuelles sont attribuées et sacre notamment l’attaquante dominicaine Brayelin Martínez comme meilleure joueuse du tournoi, :
- MVP : Brayelin Martínez
- Meilleure marqueuse : Andrea Rangel (en)
- Meilleure attaquante : Kimberly Hill
- Meilleure contreuse : Neira Ortiz (de)
- Meilleure serveuse : Bethania De La Cruz
- Meilleure passeuse : Jordyn Poulter
- Meilleure défenseuse : Justine Wong-Orantes
- Meilleure réceptionneuse : Shara Venegas (en)
- Meilleure libero : Maria Jose Castro